# Penrith Emus Rugby
 Penrith Emus Rugby  ou  Penrith Rugby Club est un club de rugby à XV australien, situé à Penrith, dans la banlieue de Sydney, en Australie. Le club, de fondation récente (1965), s’appelait à l’origine Nepean District Rugby Union Football Club et joue d’abord dans les divisions inférieures du championnat local. Il devient  Penrith Rugby Club  en 1981 et intègre enfin le championnat de première division de Sydney en 1995. À cette occasion, il prend son nom définitif. Il n’a jamais remporté le titre. Ses difficultés de développement s’expliquent partiellement par le fait qu’il est situé dans une région où le rugby à XIII est extrêmement populaire.

## Palmarès
Shute Shield (0) : 